# 入間町

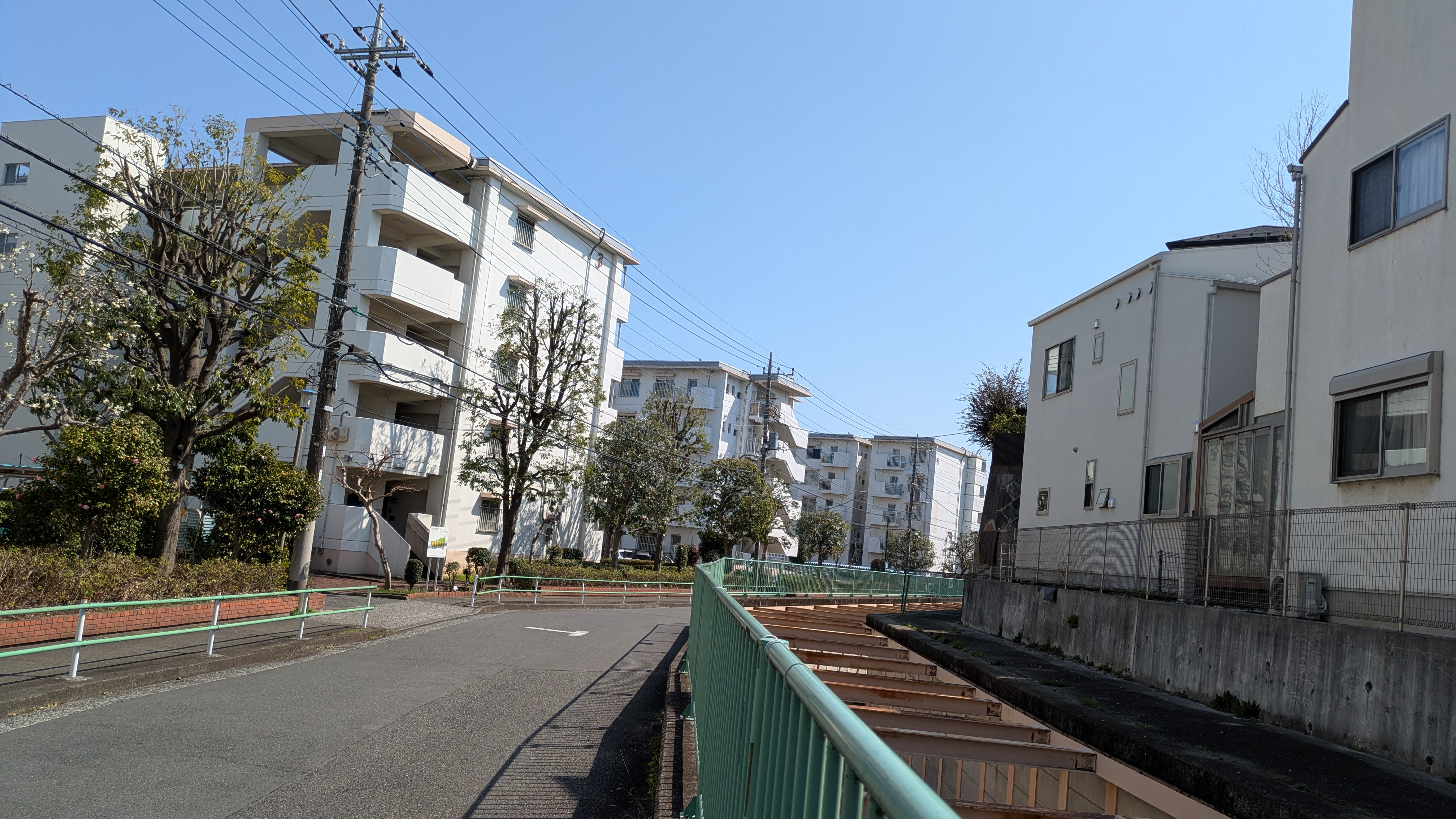
都営入間町2丁目アパートと入間川

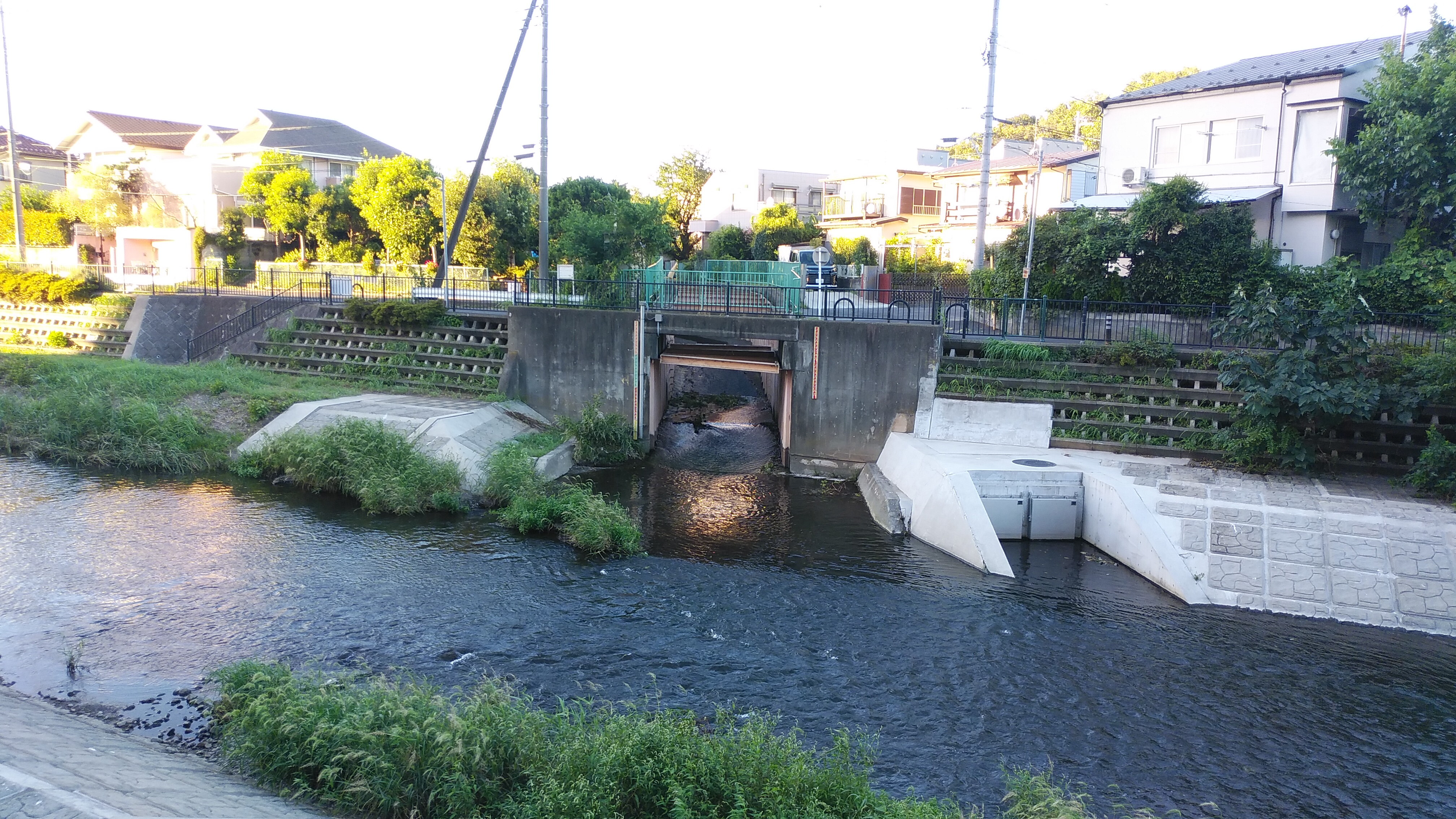
入間川と野川の合流部

入間町（いりまちょう）は、東京都調布市の町名。
現行行政町名は入間町一丁目から入間町三丁目。郵便番号は182-0004。

## 地理
調布市の東端に位置する。

東から時計回りに、世田谷区上祖師谷、世田谷区成城、狛江市東野川、調布市西つつじケ丘、調布市東つつじケ丘、調布市若葉町、と隣接している。
特色
- 町内を国分寺崖線が貫いており、北東側と南西側では高低差が大きくなっている。
- 南西側を野川が流れて居るが、川を挟んで狛江市東野川の街区と入り組んでおり、河川が境界と一致していない。

### 河川
- 野川
- 入間川

### 遺跡
- 入間町城山遺跡

## 交通

### 鉄道
| バス移動により利用可能な駅                                                                         |
| -------------------------------------------------------------------------------------------------- |
| 京王線 - 仙川駅(KO 13) - つつじヶ丘駅 (KO 14) - 調布駅(KO 18) 小田急小田原線 - 成城学園前駅(OH 14) |

### 路線バス
- 小田急バス狛江営業所

仙川駅・つつじヶ丘駅・成城学園前駅・調布駅を発着する、周囲の路線が運行されている。

### 道路
- 東京都道114号武蔵野狛江線（松原通り）

## 施設

### 入間町二丁目
- ドルトン東京学園中等部・高等部
- 糟嶺神社